# Мірчева Марина Сергіївна
Марина Сергіївна Мірчева (до шлюбу Лемешева; нар. 23 лютого 1995, Кривий Ріг) — українська волейболістка.

## Життєпис
Народилася 23 лютого 1995 року в Кривому Розі у спортивній сім'ї: мама і батько — баскетболісти.
Волейболом почала займатися в десятому класі. Вступила на факультет фізичного виховання і спорту Харківського національного педагогічного університету імені Г. С. Сковороди, де продовжила волейбольну кар'єру. Протягом чотирьох років грала за команду «Харків'янка».
Від сезону 2017—2018 до січня 2020 року грала в житомирському клубі «Полісся», була капітаном команди. Одружена з волейболістом Володимиром Мірчевим, який від сезону 2020—2021 є гравцем тернопільського клубу «ДСО-ЗУНУ-Динамо».
Чемпіонка України 2023 року у складі «Прометея».

### Досягнення
- MVP «Фіналу чотирьох» Вищої ліги України 2018—2019[8]